# Zvonimir B. Ranogajec
Zvonimir B. Ranogajec je hrvatski kršćanski televizijski producent i redatelj. Član je Hrvatskog kulturnog vijeća čiji je suradnik. Snimio je brojne dokumentarne uradke o hrvatskom iseljeništvu između 1974. i 2009. godine.

## Vanjske poveznice
- Kanal na YouTubeu